# Míriam Civera Jorge
Míriam Civera Jorge (Alcublas, 1979) és una productora, periodista i professora de la Universitat de València, especialitzada en informació local i producció televisiva. És pionera en l'estudi dels mitjans de comunicació i el seu impacte en l'àmbit local i patrona de la Fundació per la Pilota Valenciana.
Llicenciada en Comunicació Audiovisual a la Universitat de València, va iniciar la seua carrera a Levante-EMV on va ser corresponsal de les comarques dels Serrans i el Racó d'Ademús, passant posteriorment a treballar en l'àmbit televisiu. Ha fet realització i direcció de producció a diferents programes de Radiotelevisió Valenciana entre 2001 i 2008. Sotsdirectora i cap de producció de LevanteTV de 2008 a 2017. Des de 2018 treballa com a productora executiva de programes i retransmissions per À Punt Mèdia. Ha escrit dos llibres sobre patrimoni etnològic de la seua localitat natal:"Juegos tradicionales"(2007) i "Alcublas en la cocina" (2017).
Professora associadade la Universitat de València, des de 2005, als Graus de Comunicació Audiovisual, Periodisme i Enginyeria Multimèdia.
A 2021 rep el guardó Va de Dona que atorga la Federació de Pilota Valenciana pel seu treball a favor de l'esport femení al llarg de la seua trajectòria professional.